# Porcellidium erythrum
Porcellidium erythrum är en kräftdjursart som beskrevs av Gilbert Henry Hicks 1971. Porcellidium erythrum ingår i släktet Porcellidium och familjen Porcellidiidae. Inga underarter finns listade i Catalogue of Life.